# Der Mikado
Der Mikado ist eine Operette in zwei Akten von Gilbert und Sullivan (Text: William Schwenck Gilbert, Musik: Arthur Sullivan). Sie entstand in den 1880er Jahren im viktorianischen London, wo sie 1885 auch uraufgeführt wurde.
Die Operette „Der Mikado“ lebt von ihren zahlreichen satirischen Elementen. Demgegenüber dient die Liebesgeschichte nur als Rahmenhandlung.
Der zweite Titel ist auch Ein toller Tag in Titipu (im Englischen The Town of Titipu).

## Orchester

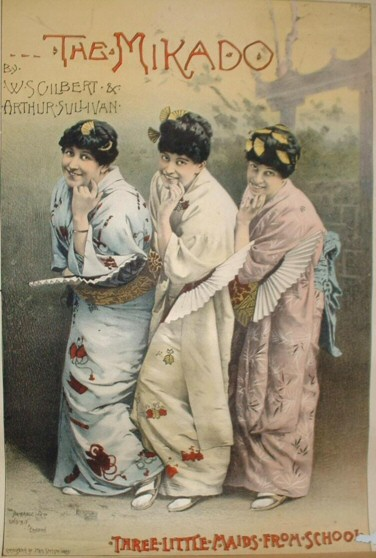
Plakat für The Mikado in London 1885

Zwei Flöten, eine Oboe, zwei Klarinetten, ein Fagott, zwei Hörner, eine Trompete, zwei Posaunen, eine Harfe, Schlagwerk und Streicher

## Die Handlung
Die Operette spielt um 1450 in Titipu in Japan, wo der Kaiser, der damals den Titel Mikado führte, das Flirten bei Todesstrafe verboten hat. Dieses Gesetz fordert so viele Opfer, dass sich die Obersten der Stadt entschließen, einfach den Nächsten, der hingerichtet werden solle, zum Oberhofscharfrichter zu machen. Weil die genaue Reihenfolge der Todesurteile eingehalten werden muss, ist sichergestellt, dass es keine weitere Hinrichtung geben kann, bevor sich dieser nicht selbst enthauptet hat (Lied Nr. 3: Who’s next to be decapited / Cannot cut off another’s head / Until he’s cut his own off). Alle weiteren Verurteilten werden gegen Kaution freigelassen. So wird der Kimonoschneider Ko-Ko begnadigt und in den Rang des Oberhofscharfrichters erhoben, der nun fortan für die Hinrichtungen zuständig ist; seine eigene zuallererst.
Aus Protest über diesen „Emporkömmling“ sind alle Minister und Träger öffentlicher Ämter zurückgetreten. Daraufhin hat Pooh-Bah sämtliche Funktionen übernommen – einschließlich der dazugehörigen Gehälter. Das hat zur Folge, dass er schon mal mit sich selbst in Konflikt gerät.
Ko-Ko ist mit der jungen und hübschen Yum-Yum verlobt. Diese hat sich aber in Nanki-Poo verliebt, den Sohn des Mikado. Dieser ist vor der Zwangsheirat mit Katisha, einer älteren Hofdame, geflohen und reist seitdem inkognito als fahrender Musikant durch die Lande.
Die eigentliche Handlung setzt ein, als Nanki-Poo nach Titipu zurückkommt, um Yum-Yum seine Liebe zu erklären. Als er erfährt, dass sie bereits mit Ko-Ko verlobt ist und die Hochzeit unmittelbar bevorsteht, ist er untröstlich.
Ein kaiserlicher Erlass bringt die Stadt in Aufruhr. Da seit einiger Zeit keine Hinrichtungen mehr stattgefunden haben, soll die Stadt zum Dorf degradiert werden. Ko-Ko gerät in Panik, da er noch nie einen Menschen hingerichtet hat und er der erste auf der Liste der Verurteilten ist. Nanki-Poo, dessen wahre Identität er nicht kennt, bietet sich als Opfer an. Als Gegenleistung fordert er allerdings, Yum-Yum heiraten zu dürfen und mit ihr einen Monat lang zusammen leben zu dürfen. Mitten in den Hochzeitsvorbereitungen wird aber bekannt, dass nach dem Gesetz die Witwe eines Hingerichteten lebendig begraben werden muss. Damit ist natürlich auch Yum-Yum nicht einverstanden. Als Lösung wird die Hinrichtung nur schriftlich vollzogen und von Puh-Bah bestätigt.
Der Mikado kündigt (von Katisha gerufen) seinen Besuch an. Als er erfährt, dass Ko-Ko ausgerechnet den Thronerben Japans geköpft hat, werden der Oberhofscharfrichter und seine „Helfershelfer“ selbst zum Tode verurteilt.
Nanki-Poo erklärt sich bereit, wieder aufzutauchen und die Unschuld der Verurteilten zu beweisen – allerdings nur, wenn er Yum-Yum bekommt und Ko-Ko die stockhässliche Katisha heiratet, damit deren Zorn auf ihren davongelaufenen Verlobten Nanki-Poo besänftigt wird. Ko-Ko erklärt sich dazu bereit und alles löst sich in Wohlgefallen auf.

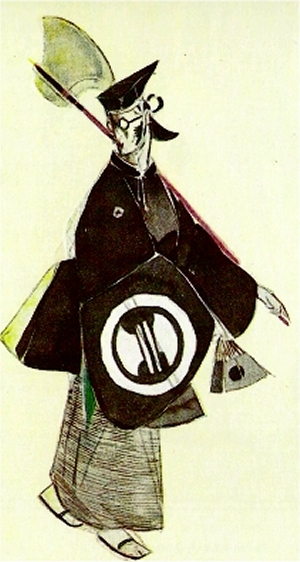
Kostümdesign des Ko-Ko von Charles Ricketts, 1926
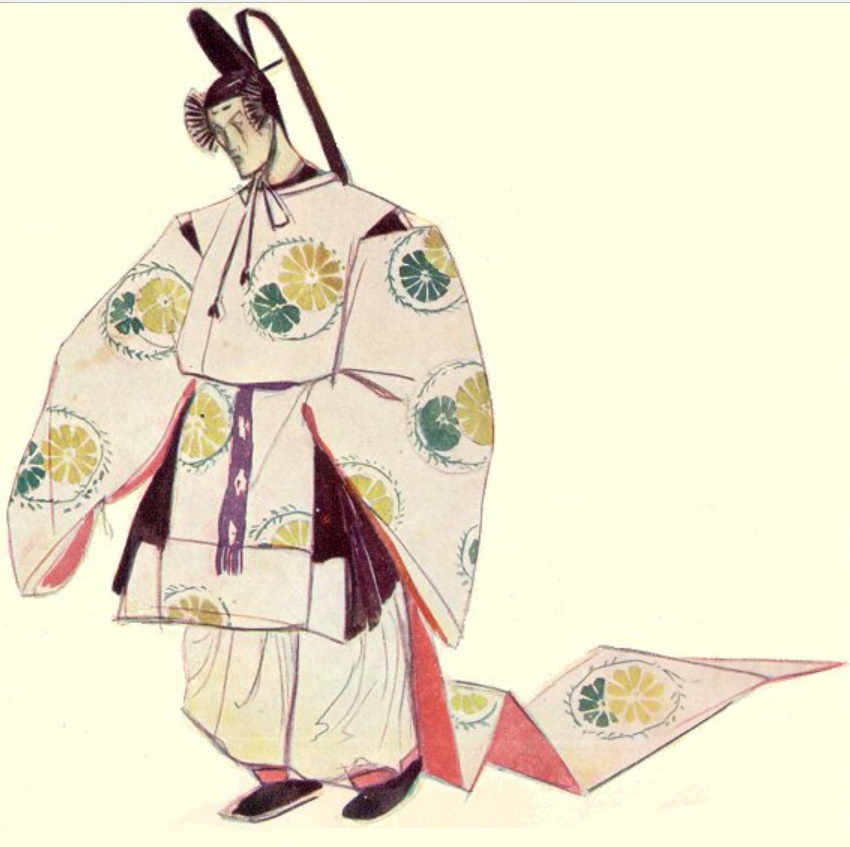
Kostümdesign des Mikado von Charles Ricketts, 1926

## Rezeption
ⓘ

Favorite airs from The Mikado (1914)
Der Mikado fällt durch den schwarzen englischen Humor auf; von der Süßlichkeit eines Land des Lächelns ist dieses Werk denkbar weit entfernt. Gilbert nutzt vielmehr die exotische Dekoration zu einer bissigen Satire der viktorianischen Gesellschaft: ein Beamter, der fast alle Staatsämter auf sich vereint und sich dabei selbst betrügt, ein Scharfrichter, der sich eigentlich selbst enthaupten muss und ein Herrscher, der seine Lust an Gewalt in drakonischen Strafen versteckt. Deutlich wird dies in seiner Arie: A more humane Mikado, wonach es sein Ziel ist, aus der Bestrafung der Straftäter für sich a source of innocent merriment zu machen. Korrupte Politiker, überdrehte Beamte und Hinrichtungen derart zum Gegenstand des Gelächters zu machen, findet sich erst wieder bei Monty Python. So hat auch passenderweise 1986 Eric Idle den Ko-Ko in einer Londoner Inszenierung gespielt.
Die Erstaufführung des Werks in deutscher Übersetzung fand am 1. September 1886 im Wiener Carltheater statt.

### Japan
In Japan wurde das Werk schon früh zu einem Problemthema, auch der japanisch-britischen Beziehungen, wegen seiner – der Meinung vieler Japaner nach – oberflächlichen Darstellung Japans und Karikierung des Kaisers. Als das Werk November 1885 mit der Emele Melville Opera and Comedy Company Japan erreichte, überzeugte der britische Konsul diese, das Stück aus dem Programm zu nehmen. 1887 wurde das Stück vom Gaiety Theatre in Yokohama in das Programm aufgenommen, die es auch nach Strafandrohung seitens der japanischen Behörden nicht strichen, sondern es unter Entfernung aller Verweise auf den Kaiser unter dem Titel Three Little Maids from School aufführten. Als Prinz Komatsu Akihito 1886 in London verweilte, schaute sich dieser das Stück an, ohne Anstoß daran zu nehmen. Im Gegensatz dazu veranlassten die britischen Behörden, dass bei dem Besuch Prinz Fushimi Sadanarus 1907 in London alle dortigen Aufführungen abgesagt wurden. Ab 1899 wurden generell keine Aufführungen mehr in Japan erlaubt, egal wie groß die Änderungen waren. Das Werk wurde erst wieder während der alliierten Besetzung Japans (1945–1952) von einer japanischen Operntruppe vor alliierten Soldaten aufgeführt. Allerdings wurde die Aufführung des Werks 1947 durch das alliierte Hauptquartier verboten, offiziell wegen Urheberrechtsverletzung.
Der Allgemeinheit wurde das Werk durch den japanischen Essayisten und Liedtexter Rokusuke Ei bekanntgemacht, der davon überzeugt war, dass Titipu die Stadt Chichibu – Titibu nach der Kunrei-Transkription – meint und Gilbert und Sullivan von dieser durch den Chichibu-Zwischenfall, einem Bauernaufstand von 1884, gehört hatten. Eine andere Möglichkeit ist, dass beide von der Chichibu-Seide gehört hatten, damals einem Hauptexportgut der Stadt.
2000 wurde ein Bürgerkomitee in Chichibu gegründet mit dem Ziel, die Operette in japanischer Sprache aufzuführen. Die erste Aufführung fand im März 2001 statt und war die erste Darbietung des Werks für ein allgemeines Publikum in Japan.

## Verfilmungen
- Topsy-Turvy, 1999, USA, Regie: Mike Leigh. Film über die Entstehung der Operette[6]

## Trivia
In der Episode Mord auf der Bühne (engl. OT: Let the Punishment fit the Crime, Staffel 4, Episode 80) der TV-Serie Magnum von 1984 veranstaltet der Hausverwalter Jonathan Higgins, verkörpert von Schauspieler John Hillerman, als Regisseur eine Aufführung der Operette Der Mikado, die von einem Mordversuch überschattet wird. In dieser Fernseh-Folge sind die aus der Operette stammenden Lieder Three Little Maids from School Are We und Behold the Lord High Executioner! zu hören.